# Straffsparksläggning
Straffsparksläggning tillämpas då en utslagsmatch i vissa bollsporter (t.ex. fotboll, futsal, strandfotboll och rugby) efter ordinarie speltid och förlängning fortfarande inte är avgjord. Vardera lag alternerar om att slå ett visst antal straffsparkar och det lag som gjort flest mål efter det förutbestämda antalet omgångar utses till vinnare. Om bägge lagen har gjort lika många mål efter att det förutbestämda antalet straffomgångar slår lagen varsin straff till dess att ett lag missar.
Bollsporter som använder sig av straffar för att utse en vinnare återfinns i t.ex. bandy och innebandy (straffslag), handboll (straffkast), vattenpolo (straffkast), cricket (straffslag) och landhockey (straffslag).

## Historia
Tidigare försökte man avgöra oavgjorda utslagsmatcher med omspel, men ibland fanns inte alltid tid för det. Då brukade man singla slant. Ett exempel på det är vid fotbolls-EM 1968 i Italien, på vilket Italien slog ut det dåvarande Sovjetunionen.
Idén om straffsparksläggning brukar säga kom från förre fotbollsdomaren Karl Wald från Frankfurt am Main. Då han föreslog det 1970 försökte det bayerska distriktsfotbollsförbundet rösta mot förslaget, vilket lyckades tills majoriteten av delegatorna sa att de stödde förslaget. DFB tog sedan efter, och så gjorde även Uefa och Fifa.
Israelen Yosef Dagan är också en som räknas som metodens idéskapare, sedan Israel åkt ur på slantsingling vid kvartsfinalspelet i fotbollsturneringen vid Olympiska sommarspelen 1968 i Mexico City i Mexiko.
I början byttes lagen inte om att slå straffsparkar. Det ena laget sparkade först fem straffsparkar, och det andra laget gjorde sedan likadant. Den som gjort mest mål vann, och var det fortfarande oavgjort påbörjade på den tiden en ny femomgångar lång runda. Bytet infördes 1976.
I England avgjordes första straffsparksläggningen 1970 mellan Hull City AFC och Manchester United FC i Watney Cup, och Manchester United FC vann. Första straffen lades av George Best, medan Denis Law var först att missa. Hull City AFC:s målvakt Ian McKechnie var först att rädda en straffspark, och att slå den avgörande straffen och missa, då bollen gick över ribban och Hull City AFC åkt ur Watney Cup.
Den första större fotbollsturneringen att avgöras på detta sätt var fotbolls-EM 1976 i det dåvarande Jugoslavien, där Tjeckoslovakien slog det dåvarande Västtyskland med 5–3 i finalmatchen.
Fyra stora Fifa-evenemang har avgjorts på straffsparkar. Fotbolls-VM för herrar avgjordes första gången på straffar vid VM 1994 i USA, där Brasilien slog Italien med 3–2 i finalen. Vid dam-VM 1999 i USA vann USA finalen mot Kina med 5–4 på straffsparkar. Vid herr-VM 2006 i Tyskland slog Italien Frankrike med 5–3 i finalen (6–4 totalt). Och vid dam-VM 2011 i Tyskland vann Japan mot USA med 3–1 i straffläggningen (5–3 totalt).
Vissa målvakter har avgjort straffsparksläggningar, till exempel Portugals Ricardo Pereira vid EM 2004 i Portugal då han räddade en straffspark (utan handskar) från Englands Darius Vassell, omedelbart följt av att Ricardo Pereira sköt segerstraffen. Ett annat är José Luis Chilavert från Paraguay för argentinska Vélez Sársfield vid 1994 års finalspel i Copa Libertadores, samt Helmuth Duckadam för rumänska Steaua, som vann finalen i Europacupen för mästarlag 1986 efter att Duckadam räddat samtliga fyra straffar från motståndarna.
Den 31 augusti 2005 slogs nytt brittiskt rekord då straffsparksavgörande i en match mellan Tunbridge Wells FC och Littlehampton Town FC krävde 40 straffsparkar.
Engelska FA-cupen införde straffsparkar 1995, efter oavgjord omspelsmatch och förlängning och ersatte flera omspelsmatcher som särskilt toppklubbarna inte tyckte om. Första gången då FA-cupfinalen gick till straffsparksavgörande var säsongen 2004/2005, då Arsenal FC vann med 5–4 mot Manchester United FC. Säsongen 2005/2006 avgjordes FA-cupfinalen med att Liverpool FC slog West Ham United i straffsparksläggning.
Finalen i Community Shield använder straffsparkar direkt efter 90 minuters ordinarie speltid, ingen förlängning förekommer alltså. Vid 2003 års tävling vann Manchester United FC turneringen efter straffsparksläggning mot Arsenal FC.
Den 16 november 2005 i Australien avgjordes för första gången en utslagsmatch om VM-spel genom straffsparksläggning, då Australien vann mot Uruguay med 1–0 i den andra av två utslagsmatcher, där den första matchen vunnits med 1–0 av Uruguay i Uruguay den 12 november 2005. Efter 30 minuters mållös förlängning vann Australien straffsparkstävlingen med 4–2.

## Regler
Regeln för straffläggning i fotboll finns i Svenska Fotbollförbundets Spelregler för fotboll under kapitel Metoder att utse vinnare i en match.

## Kritik
Även om en match som går till straffsparksläggning kan vara mycket spännande för publiken, har systemet fått kritik för att vara "rena turen". Andra menar dock att det är en skicklighet, fysiskt och psykiskt, att kunna vinna en straffsparkstävling.
Olika alternativa förslag har föreslagits:
- Golden goal och silver goal tills ena laget vinner har prövats, men IFAB avslutade det 2004.
- Andra föreslår omspel då det är möjligt, som det ännu är i kvartsfinalspelet och tidigare i engelska FA-cupen.
- Andra har föreslagit matchstatistik som mest skott på mål, mest hörnor, minst varningar och utvisningar eller pågående förlängning med byten. Dessa förslag har inte godkänts av IFAB.

## Experiment i Nordamerika
North American Soccer League under 1970-talet och Major League Soccer på 1990-talet använde en form av straffsparksläggning för att avgöra oavgjorda matcher genom att den som skulle slå straffsparken fick springa från 35 yard mot målvakten och skjuta, som i innebandy och ishockey, men här hade denne dock bara fem sekunder på sig men fick ta returerna inom denna tid. Major League Soccer avskaffade detta system år 2000.